# Monumento a los caídos del 25 de julio de 1797

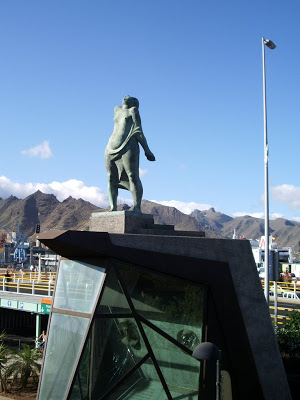
Detalle de la escultura.

El monumento a los caídos del 25 de julio de 1797, popularmente conocido como "El Grito" o "Coraje", es una escultura de bronce que conmemora la victoria de la ciudad de Santa Cruz de Tenerife sobre el ataque del Almirante Horacio Nelson en 1797. 
La escultura de bronce representa a una mujer madre sumida en el dolor y la desesperación por la pérdida de un hijo. La famosa escultura fue confeccionada por el artista canario Manuel Bethencourt en 1997 al cumplirse el segundo centenario del fallido ataque inglés.
El poeta Juan Marrero González, escribió sobre la estatua:

No las regias vestimentas y armaduras / que vistieran los señores de la guerra; / vas descalza, con las pobres vestiduras / de los pobres campesinos de mi tierra. / Tienes aire de amazona sin montura, / recios puños que el coraje abre y cierra, / la mirada interrogante hacia la altura / con un gesto vengador que al cielo aterra. / ¡Isla mía hecha bronce femenino, / hija hermosa del Amor y la Victoria!: / quien se atreva a interponerse en tu camino / brindará nuevos lauros a tu historia, / pues, si amores y victorias son tu sino, / el perdón a los vencidos es tu gloria.
Juan Marrero González

Inicialmente la estatua estuvo ubicada a la entrada del puerto de Santa Cruz de Tenerife hasta 2011, ya que durante ese año fue retirada de su emplazamiento para someterla a un proceso de restauración, tras lo cual se ubicará en otro lugar de la ciudad, junto al auditorio de Tenerife.